# Avaliação de vulnerabilidade (computação)
A avaliação de vulnerabilidade é um processo de definição, identificação e classificação das falhas de segurança em sistemas de tecnologia da informação. Um invasor pode explorar uma vulnerabilidade para violar a segurança de um sistema. Algumas vulnerabilidades conhecidas são as vulnerabilidades de autenticação, as vulnerabilidades de autorização e asvulnerabilidades de validação de entrada.

## Propósito
Antes de implantar um sistema, primeiro ele deve passar por uma série de avaliações de vulnerabilidade que garantirão que o sistema de compilação esteja protegido contra todos os riscos de segurança conhecidos. Quando uma nova vulnerabilidade é descoberta, o administrador do sistema pode novamente realizar uma avaliação, descobrir quais módulos são vulneráveis e iniciar o processo de correção. Depois que as correções estiverem em vigor, outra avaliação poderá ser executada para verificar se as vulnerabilidades foram realmente resolvidas. Esse ciclo de avaliação, correção e reavaliação tornou-se o método padrão para muitas organizações gerenciarem seus problemas de segurança.
O objetivo principal da avaliação é encontrar as vulnerabilidades no sistema, mas o relatório de avaliação transmite às partes interessadas que o sistema está protegido contra essas vulnerabilidades. Se um intruso obteve acesso a uma rede que consiste em servidores Web vulneráveis, é seguro assumir que ele também obteve acesso a esses sistemas. Por causa do relatório de avaliação, o administrador de segurança poderá determinar como ocorreu a intrusão, identificar os ativos comprometidos e tomar as medidas de segurança apropriadas para evitar danos críticos ao sistema.

## Tipos de avaliações
Dependendo do sistema, uma avaliação de vulnerabilidade pode ter vários tipos e níveis.

### Avaliação dehost
Uma avaliação de host procura vulnerabilidades no nível do sistema, como permissões de arquivo inseguras, falhas (bugs) no nível do aplicativo, backdoors e instalações de cavalos de Tróia. Requer ferramentas especializadas para o sistema operacional e pacotes de software que estão sendo utilizados, além de acesso administrativo a cada sistema que deve ser testado. A avaliação de host geralmente é muito cara em termos de tempo e, portanto, é usada apenas na avaliação de sistemas críticos. Ferramentas como o e o Tiger são populares na avaliação de hosts.

### Avaliação de rede
Em uma avaliação de rede, avalia-se a rede quanto a vulnerabilidades conhecidas. Ela localiza todos os sistemas em uma rede, determina quais serviços de rede estão em uso e analisa esses serviços em busca de possíveis vulnerabilidades. Este processo não requer nenhuma alteração de configuração nos sistemas que estão sendo avaliados. Ao contrário da avaliação 
de host, a avaliação da rede requer pouco esforço e custo computacional.

## Avaliação de vulnerabilidadeversusteste de penetração
A avaliação de vulnerabilidade e o teste de penetração são dois métodos de testes diferentes. Eles são diferenciados com base em certos parâmetros específicos.
|                             | Verificação de vulnerabilidade                                                                       | Teste de invasão                                                                |
| --------------------------- | --- | ------------------------------------------------------------------------------- |
| Com que frequência executar | Continuamente, especialmente depois que um novo equipamento é carregado                              | Uma vez por ano                                                                 |
| Relatórios                  | Linha de base abrangente de quais vulnerabilidades existem e mudanças em relação ao último relatório | Curto e direto ao ponto, identifica quais dados foram realmente comprometidos   |
| Métricas                    | Lista vulnerabilidades de software conhecidas que podem ser exploradas                               | Descobre exposições desconhecidas e exploráveis a processos de negócios normais |
| Executad(a)o por            | Pessoal interno, aumenta a experiência e o conhecimento do perfil de segurança normal.               | Serviço externo independente                                                    |
| Despesa                     | Baixo a moderado: cerca de US$ 1.200 / ano + tempo da equipe                                         | Alta: cerca de US$ 10.000 por ano fora da consultoria                           |
| Importância                 | Controle de detecção, usado para detectar quando o equipamento está comprometido                     | Controle preventivo usado para reduzir                                          |